# Albert Roman
Albert Roman (* 1944 als Albert-Roman Pünter in Celerina) ist ein Schweizer Violoncello-Solist. Er stammt aus St. Moritz im Engadin und hat an der Musikschule Arlesheim bei Basel unterrichtet.
Seine musikalische Ausbildung begann Albert Roman an der Musik-Akademie der Stadt Basel, wo er mit dem Lehrdiplom abschloss. 3 Jahre Studium in Paris bei André Navarra mit Solistendiplom Abschluss (Licence de Concert). Unterricht bei Pierre Fournier in Genf und Meisterkurs bei Mstislaw Leopoldowitsch Rostropowitsch in Basel.
Erste Preise an zwei internationalen Musikwettbewerben sind der Anfang einer Konzert- und Unterrichtstätigkeit in Europa, Asien und in den USA. Engagement für die zeitgenössische Musik mit zum Teil ihm gewidmeten Kompositionen. Zusammenarbeit mit Pierre Boulez.
Für seine Verdienste in der Förderung des chinesischen Nachwuchses wurde Roman 1999 der Friendship Award der Volksrepublik China verliehen. Er ist Gastdozent an den Musikhochschulen von Peking, Shanghai, Wuhan, Tianjin und Xi’an. Gründer des First China Cello Orchestra, das er heute als Swiss China Cello Orchestra leitet.
Albert Roman ist der künstlerische Leiter der Chesa da Cultura St. Moritz, einem Kulturzentrum für Musiker.